# 黑柔骨魚
黑柔骨魚（学名：Malacosteus niger），又名黑软颌鱼，为輻鰭魚綱巨口鱼目巨口鱼科的其中一種。分布於全球三大洋海域，為深海魚類，棲息深度500-3886公尺，體長可達25.6公分。
其种加词“niger”意为“黑色的”。

## 外部連結
- 黑柔骨魚的圖片